# 本田ルーカス剛史
本田 ルーカス剛史（ほんだ ルーカスつよし、英語: Lucas Tsuyoshi Honda、2002年9月15日 - ）は、日本のフィギュアスケート選手（男子シングル、ペア）。大阪府出身。血液型はAB型。
シングルでの主な競技成績は、2020年全日本ジュニア選手権1位、2020年NHK杯3位など。

## 人物
日系ブラジル4世。両親はブラジル出身だが、自身は日本で生まれ育っている。
神戸市に住んでいた幼稚園の時に、幼馴染みの母親に遊びに連れていってもらってスケートに出会い、小学2年の時、山下艶子が教える大阪の教室に入り本格的にスケートを始める。その後、長沢琴枝に師事。
2020年4月から木下アカデミー京都アイスアリーナが拠点。
2021年4月、同志社大学スポーツ健康科学部へ進学。
レイクスサポートアスリート。

## 技術・演技
長沢琴枝コーチによる本田評は「最近のスケーターには珍しく骨太というか、”男気”のあるジャンプがいいと思います」。本田自身も 「高さと幅のある大きなジャンプが持ち味ですね」 と話す。

## 経歴

### ノービス時代
初めての全日本となる第16回(2012年)全日本ノービス選手権大会では13位。
翌2013年、日本スケート連盟が開催する「野辺山合宿」に初めて参加すると、第17回(2013年)全日本ノービス選手権大会のシード選手に選ばれ、4位に入る。
2013年の近畿フィギュアスケート選手権大会 ノービスB、2014年同大会 ノービスAで優勝する。

### ジュニア時代
2016年、ジュニアに進み、3回転アクセルを除く5種類の3回転ジャンプを習得して臨んだ近畿選手権大会のジュニア男子で3位に入り、全日本ジュニア選手権に初出場する。
ジュニア2シーズンめに、大阪スケート倶楽部から滋賀県の滋賀ドリームFSCに拠点を移す。2017年、近畿選手権大会では3位、2018年、同2位となる。

#### 2019-2020シーズン
2019年 全日本フィギュアスケートジュニア選手権 3位。推薦出場となった全日本選手権では11位と健闘。新人賞に選ばれた。
全国高等学校選手権、国民体育大会冬季大会でも2位と好成績を収めた。

#### 2020-2021シーズン
2020年 全日本フィギュアスケートジュニア選手権 1位。2020年NHK杯国際フィギュアスケート競技大会（非公認大会）3位。

### シニア時代

#### 2022-2023シーズン
グランプリシリーズ エスポーグランプリにアサイン。
2023年5月、清水咲衣とのカップル結成、ペアへの挑戦を発表。2025年4月解消。
2025年7月、籠谷歩未とのカップル結成、引き続きペアへの挑戦を発表。

## 主な戦績

### ペア
- 2024-2025シーズンまでは清水咲衣とカップル

| 大会\年            | 2023 -24 | 2024 -25 |
| ------------------ | -------- | -------- |
| 世界Jr.選手権      | 14       | 11       |
| JGPファイナル      |          | 5        |
| JGPアンカラ        |          | 3        |
| JGPチェコスケート  |          | 4        |
| アジア冬季競技大会 |          | 6        |
| ババリアンオープン | 11 J     |          |
| 全日本選手権       |          | 3        |
| 全日本Jr.選手権    | 1        |          |

- J - ジュニアクラス

#### ISUパーソナルベストスコア
- SP - ショートプログラム、FS - フリースケーティング
- TSS - 部門内合計得点（英: Total segment score）は太字
- TES - 技術要素点（英: Technical element score）、PCS - 演技構成点（英: Program component score）

| 部門 | 種類 | 得点   | 大会                     |
| ---- | ---- | ------ | ------------------------ |
| 総合 | TSS  | 145.66 | 2024年JGPファイナル      |
| SP   | TSS  | 50.20  | 2024年JGPファイナル      |
| SP   | TES  | 26.58  | 2024年JGPファイナル      |
| SP   | PCS  | 24.22  | 2025年世界ジュニア選手権 |
| FS   | TSS  | 95.46  | 2024年JGPファイナル      |
| FS   | TES  | 48.57  | 2024年JGPアンカラ        |
| FS   | PCS  | 48.73  | 2024年JGPファイナル      |

#### 詳細
| 2024-2025 シーズン     |                                                            |          |          |           |
| 開催日                 | 大会名                                                     | SP       | FS       | 結果      |
| 2025年2月24日 - 3月2日 | 2025年世界ジュニアフィギュアスケート選手権（デブレツェン） | 11 49.33 | 10 92.50 | 11 141.83 |
| 2025年2月7日 - 14日    | 2025年アジア冬季競技大会（ハルビン）                       | 6 45.69  | 6 89.89  | 6 135.58  |
| 2024年12月19日 - 22日  | 第93回全日本フィギュアスケート選手権（門真）               | 3 54.22  | 3 82.50  | 3 136.72  |
| 2024年12月5日 - 8日    | ISUジュニアグランプリファイナル（グルノーブル）            | 5 50.20  | 4 95.46  | 5 145.66  |
| 2024年9月18日 - 21日   | ISUジュニアグランプリ アンカラ（アンカラ）                 | 4 48.04  | 3 92.15  | 3 140.19  |
| 2024年9月4日 - 7日     | ISUジュニアグランプリ チェコスケート（オストラヴァ）       | 7 44.96  | 3 91.33  | 4 136.29  |

| 2023-2024 シーズン     |                                                      |          |          |           |
| 開催日                 | 大会名                                               | SP       | FS       | 結果      |
| 2024年2月26日 - 3月3日 | 2024年世界ジュニアフィギュアスケート選手権（台北）   | 14 43.69 | 14 72.08 | 14 115.77 |
| 2024年1月1日 - 2月4日  | 2024年ババリアンオープン（オーベルストドルフ）       | 12 39.82 | 7 77.22  | 11 117.04 |
| 2023年11月17日 - 19日  | 第92回全日本フィギュアスケートジュニア選手権（大津） | 1 40.00  | 1 69.69  | 1 109.69  |

### 男子シングル
| 大会/年            | 2019-20 | 2020-21 | 2021-22 | 2022-23 | 2023-24 |
| ------------------ | ------- | ------- | ------- | ------- | ------- |
| GPNHK杯            |         | 3       |         |         |         |
| GPエスポー         |         |         |         | 11      |         |
| CSオーストリア杯   |         |         | 2       |         |         |
| 世界Jr.選手権      |         |         | 14      |         |         |
| ババリアンオープン | 3 J     |         |         |         |         |
| 全日本選手権       | 11      | 13      | 12      | 21      | 10      |
| 全日本Jr.選手権    | 3       | 1       |         |         |         |

- J - ジュニアクラス

#### 詳細
| 部門 | 種類 | 得点   | 大会                  |
| ---- | ---- | ------ | --------------------- |
| 総合 | TSS  | 225.89 | 2021 CSオーストリア杯 |
| SP   | TSS  | 83.95  | 2021 CSオーストリア杯 |
| SP   | TES  | 46.15  | 2021 CSオーストリア杯 |
| SP   | PCS  | 37.80  | 2021 CSオーストリア杯 |
| FS   | TSS  | 141.94 | 2021 CSオーストリア杯 |
| FS   | TES  | 67.24  | 2021 CSオーストリア杯 |
| FS   | PCS  | 74.70  | 2021 CSオーストリア杯 |

| 2023-2024 シーズン    |                                              |          |           |           |
| 開催日                | 大会名                                       | SP       | FS        | 結果      |
| 2023年12月20日 - 24日 | 第92回全日本フィギュアスケート選手権（長野） | 14 73.58 | 10 144.04 | 10 217.62 |

| 2022-2023 シーズン    |                                                      |          |           |           |
| 開催日                | 大会名                                               | SP       | FS        | 結果      |
| 2022年12月21日 - 25日 | 第91回全日本フィギュアスケート選手権（門真）         | 20 62.48 | 20 118.39 | 21 180.87 |
| 2022年11月25日 - 27日 | ISUグランプリシリーズ エスポーグランプリ（エスポー） | 10 67.92 | 11 129.98 | 11 197.90 |

| 2021-2022 シーズン    |                                                      |          |           |           |
| 開催日                | 大会名                                               | SP       | FS        | 結果      |
| 2022年4月13日 - 17日  | 2022年世界ジュニアフィギュアスケート選手権（タリン） | 9 73.01  | 16 123.82 | 14 196.83 |
| 2021年12月22日 - 26日 | 第90回全日本フィギュアスケート選手権（さいたま）     | 11 78.53 | 11 146.69 | 12 225.22 |
| 2021年11月11日 - 14日 | ISUチャレンジャーシリーズ オーストリア杯（グラーツ） | 1 83.95  | 5 141.94  | 2 225.89  |

| 2020-2021 シーズン    |                                                      |          |           |           |
| 開催日                | 大会名                                               | SP       | FS        | 結果      |
| 2020年12月24日 - 27日 | 第89回全日本フィギュアスケート選手権（長野）         | 14 67.52 | 13 126.51 | 13 194.03 |
| 2020年11月27日 - 29日 | 2020年NHK杯国際フィギュアスケート競技大会（門真）    | 3 79.22  | 6 138.34  | 3 217.56  |
| 2020年11月21日 - 23日 | 第89回全日本フィギュアスケートジュニア選手権（八戸） | 1 80.35  | 3 129.13  | 1 209.48  |

| 2019-2020 シーズン    |                                                          |         |           |           |
| 開催日                | 大会名                                                   | SP      | FS        | 結果      |
| 2020年2月3日 - 9日    | 2020年ババリアンオープン(ジュニア)（オーベルストドルフ） | 2 69.45 | 3 126.25  | 3 195.70  |
| 2019年12月19日 - 22日 | 第88回全日本フィギュアスケート選手権（東京）             | 9 75.72 | 12 134.24 | 11 209.96 |
| 2019年11月15日 - 17日 | 第88回全日本フィギュアスケートジュニア選手権（横浜）     | 4 74.14 | 6 120.61  | 3 194.75  |

## プログラム使用曲

### ペア
| シーズン  | SP                                                                                                   | FS | EX |
| --------- | --- | --- | -- |
| 2024-2025 | Music Box: Wind Up 曲:Dr. Sound FX 白鳥の湖 作曲:ピョートル・チャイコフスキー 振付：キャシー・リード | Photograph / Clair de Lune Fantasietta on a Theme from “Photograph” 曲:クロード・ドビュッシー, Cody Fry 振付：キャシー・リード |    |
| 2023-2024 | Music Box: Wind Up 曲:Dr. Sound FX 白鳥の湖 作曲:ピョートル・チャイコフスキー 振付：キャシー・リード | ウエスト・サイド・ストーリー 振付：キャシー・リード                                                                            |    |

### 男子シングル
| シーズン  | SP                                                               | FS | EX                            |
| --------- | ---------------------------------------------------------------- | --- | ----------------------------- |
| 2023-2024 | Black Betty 振付：キャシー・リード                               | エクソジェネシス：交響曲第3部 演奏：ミューズ 振付：樋口美穂子                                                                |                               |
| 2022-2023 | エル・チョクロ 作曲：アンヘル・ビジョルド 振付：キャシー・リード | エクソジェネシス：交響曲第3部 演奏：ミューズ 振付：樋口美穂子                                                                |                               |
| 2021-2022 | 苦悩する地球人からのSOS 振付：キャシー・リード                   | ブルース・フォー・クルック 作曲：エディ・ルイス メモリーズ（ザ・プロフェット） 演奏：ゲイリー・ムーア 振付：キャシー・リード |                               |
| 2020-2021 | 苦悩する地球人からのSOS 振付：キャシー・リード                   | 映画「007シリーズ」より 振付：キャシー・リード                                                                               | Katchi 振付：キャシー・リード |
| 2019-2020 | 愛という名の欲望 by QUEEN 振付：キャシー・リード                 | 映画「007シリーズ」より 振付：キャシー・リード                                                                               |                               |